# Carcano (famiglia)
I Carcano sono una famiglia nobile italiana, originaria di Milano.

## Storia
Le origini della casata dei Carcano hanno memorie che risalgono all'anno 980, quando il conte Bonizzone (o Bonizzo o Bonizone o Amizone), signore di Castel Carcano e ricco e potente cittadino milanese, divenne governatore di Milano con pieni poteri per conto degli Ottoni. Bonizzone fece nominare il figlio Landolfo II da Carcano arcivescovo di Milano, il quale avrebbe poi assegnato ai suoi tre fratelli, rispettivamente, le pievi di Carcano, di Pirovano e di Melegnano. I Carcano riuscirono così in breve tempo ad accentrare nelle loro mani il potere, mettendo a capo di feudi figli, nipoti e alleati, prima di essere rovesciati da una rivolta popolare.
Tuttavia, fino alla metà del Duecento, risulta impossibile ricostruire adeguatamente la storia della casata sulla base di documentazione storica. Il primo personaggio chiaramente citato ed ascrivibile alla famiglia è una tale Beltramo, il quale fu podestà di Genova (1289) e di Bologna (1295) e redasse testamento nell'anno 1300. Beltramo ebbe tre nipoti, Corrado, Ardizzotto e Franciscolo, i quali divennero capostipiti di altrettanti rami della casata. Da Corrado discesero i Carcano di Nicorvo, i Carcano d'Arzago, i Carcano di Lomazzo ed i Carcano di Montaltino; da Ardizotto discendono i Carcano di Cantù e da Franciscolo i marchesi di Anzano.
La famiglia, ad ogni modo, era già stata citata nella matricola di Ottone Visconti del 1277. Essa vanta anche un beato, Michele Carcano, frate minore osservante e discendente da Corrado.
I Carcano di Lomazzo si estinsero nel XVII secolo; i Carcano di Nicorvo si originarono nel XVII secolo per matrimonio tra Giovanni Battista e Chiara Deidamia. Questo ramo della famiglia venne ammesso nel patriziato milanese.
Dai Carcano discendono le famiglie Sessa e Parravicini (o Paravicini o Paravicino). Il legame con quest'ultima sarebbe dimostrato dall'uso, da parte di entrambe le famiglie, del medesimo stemma (un cigno d'argento in campo rosso) con l'unica eccezione della scure dei Carcano. La famiglia Parravicini appartiene al rango cardinalizio, avendo dato i natali al Cardinale Ottavio Paravicini.
Secondo il cronachista Goffredo da Bussero, Bonizzone da Carcano sarebbe il capostipite non solo delle famiglie Carcano, Parravicini e Sessa, ma anche delle famiglie Luini, Castelletti, Pirovano, Mesenzana, Caspani e de Casternago. L'araldica fornisce un'ulteriore prova di questa ascendenza: nella maggior parte degli stemmi di queste famiglie compare infatti il cigno, emblema di casa Carcano. Tuttavia, il legame in questione sarebbe rigorosamente provato dai documenti solo per le famiglie Carcano, Parravicini e Sessa.
|                    |                    |                   |                   |                       |                       |                     |                     |                   |                   |
|                    |                    |                   |                   | Carcano               |                       |                     |                     |                   |                   |
|                    |                    |                   |                   |                       |                       |                     |                     |                   |                   |
|                    |                    |                   |                   |                       |                       |                     |                     |                   |                   |
| Carcano di Lomazzo | Carcano di Lomazzo | Carcano di Arzago | Carcano di Arzago | Carcano di Montaltino | Carcano di Montaltino | Carcano di Cantù    | Carcano di Cantù    | Carcano di Anzano | Carcano di Anzano |
|                    |                    |                   |                   |                       |                       |                     |                     |                   |                   |
|                    |                    |                   |                   |                       |                       |                     |                     |                   |                   |
| Carcano di Nicorvo | Carcano di Nicorvo |                   |                   |                       |                       | Carcano di Orrigoni | Carcano di Orrigoni |                   |                   |

### Carcano di Arzago
Il ramo dei Carcano di Arzago venne ammesso al patriziato milanese nel 1750. Tra i personaggi di maggior rilievo di questa ramificazione della casata citiamo Francesco Carcano, vivente nel XVIII secolo, il quale fu poeta e membro dell'Accademia dei Trasformati, nonché genero di Carlo Imbonati di cui aveva sposato nel 1775 la figlia Anna Maria. 
A questo ramo appartenne anche Giulio Carcano che fu poeta, scrittore, patriota e senatore del Regno d'Italia.

### Carcano di Anzano
Discendente da Franciscolo, il ramo di Anzano nacque con Carlo Camillo, che il 18 agosto 1684 venne investito del feudo di Anzano nel comasco. Suo figlio Luigi (†1727) fu membro del Senato milanese e nel 1714 ottenne dall'imperatore Carlo VI il titolo di marchese sul feudo paterno. Suo figlio Carlo Camillo (n. 1704), venne ammesso al patriziato cittadino nel 1737. Nel 1794, il marchese Alessandro Carcano fece progettare dall'architetto Leopoldo Pollack la Villa Carcano di Anzano del Parco.

### Carcano Orrigoni
Dai Carcano di Cantù derivarono anche i Carcano Orrigoni con la figura di Giovanni Battista (1723-1774), medico di notevole fama, fratello di Carlo Barnaba (n. 1717) che fu canonico della collegiata di San Paolo di Cantù. La famiglia è a tutt'oggi fiorente.

### Carcano di Trani
Fu questo un ramo della casata milanese dei Carcano che si trapiantò nel XVI secolo a Bari con la figura di Bernardino Carcano che vi sposò la nobile Ippolita Beltrani, della casata dei conti di Mesagne. La famiglia si spostò dal 1630 nella città di Trani e nel 1716 ottenne l'aggregazione alla nobiltà cittadina di Barletta. Nel 1858, Fabio, discendente di questo ramo, ottenne da re Ferdinando II delle Due Sicilie il titolo di duca di Montaltino.

## Membri illustri
- Landolfo II da Carcano (?-998), arcivescovo di Milano dal 979 al 998.
- Michele Carcano (1427-1484), presbitero, religioso e predicatore italiano, oggi venerato come beato dalla Chiesa cattolica.
- Giovanni Pietro Carcano detto "il Riccio" (1559-1624), mercante di lana e banchiere. Fu grande benefattore dell'Ospedale Maggiore di Milano.
- Francesco Carcano (1735-1794), scrittore, poeta e mecenate.
- Giuseppe Carcano, fondatore nel 1803 del Teatro Carcano di Milano.
- Giulio Carcano (1812-1884), politico, scrittore, giornalista e patriota. Fu senatore del Regno d'Italia.
- Fabio Carcani di Montaltino (1824-1889), patriota e politico. Fu deputato del Regno d'Italia per otto legislature, dal 1865 al 1889.
- Paolo Filiasi Carcano (1911-1977), 4º duca di Montaltino. Fu un eminente filosofo, rinomato per i suoi studi di fenomenologia, filosofia del linguaggio e più in generale di filosofia analitica.

## Albero genealogico
|                                                          |                                                          |                                                                                       |                                                                                       |                                     |                                     |                                                                                    |                                                                                    |                                                                  |                                                                                                |                                                                                                |                                                 |                               |                               |                                         |                                         |                                                            |                                                            |                                               |                                                          |                                                          |                                 |                                     |                                     |                                                                                    |                                                                                    |                                                                                     |                                                                                     |                                     |                                                               |                                                                   |                                                                   |                                                           |                                       |                                       |                                                   |                                                   |                                    |                                  |                                   |                                         |                                                    |                                                        |                                                               |                                                               |                                                           |                                                                   |                                                                   |                                                            |                                                                     |                                                                     |                                                                   |                                                                 |                                                                 |                                    |                                    |                 |
|                                                          |                                                          |                                                                                       |                                                                                       |                                     |                                     |                                                                                    |                                                                                    |                                                                  |                                                                                                |                                                                                                |                                                 |                               |                               |                                         |                                         |                                                            |                                                            |                                               |                                                          |                                                          |                                 |                                     |                                     |                                                                                    |                                                                                    |                                                                                     |                                                                                     |                                     |                                                               |                                                                   |                                                                   |                                                           |                                       |                                       |                                                   |                                                   |                                    |                                  |                                   |                                         |                                                    |                                                        |                                                               | Beltramo †1300 Bellacara ?                                    |                                                           |                                                                   |                                                                   |                                                            |                                                                     |                                                                     |                                                                   |                                                                 |                                                                 |                                    |                                    |                 |
|                                                          |                                                          |                                                                                       |                                                                                       |                                     |                                     |                                                                                    |                                                                                    |                                                                  |                                                                                                |                                                                                                |                                                 |                               |                               |                                         |                                         |                                                            |                                                            |                                               |                                                          |                                                          |                                 |                                     |                                     |                                                                                    |                                                                                    |                                                                                     |                                                                                     |                                     |                                                               |                                                                   |                                                                   |                                                           |                                       |                                       |                                                   |                                                   |                                    |                                  |                                   |                                         |                                                    |                                                        |                                                               |                                                               |                                                           |                                                                   |                                                                   |                                                            |                                                                     |                                                                     |                                                                   |                                                                 |                                                                 |                                    |                                    |                 |
|                                                          |                                                          |                                                                                       |                                                                                       |                                     |                                     |                                                                                    |                                                                                    |                                                                  |                                                                                                |                                                                                                |                                                 |                               |                               |                                         |                                         |                                                            |                                                            |                                               |                                                          |                                                          |                                 |                                     |                                     |                                                                                    |                                                                                    |                                                                                     |                                                                                     |                                     |                                                               |                                                                   |                                                                   |                                                           |                                       |                                       |                                                   |                                                   |                                    |                                  |                                   |                                         |                                                    |                                                        |                                                               |                                                               |                                                           |                                                                   |                                                                   |                                                            |                                                                     |                                                                     |                                                                   |                                                                 |                                                                 |                                    |                                    |                 |
|                                                          |                                                          |                                                                                       |                                                                                       |                                     |                                     |                                                                                    |                                                                                    |                                                                  |                                                                                                |                                                                                                |                                                 |                               |                               |                                         |                                         |                                                            |                                                            |                                               |                                                          |                                                          |                                 |                                     |                                     |                                                                                    |                                                                                    |                                                                                     |                                                                                     |                                     |                                                               |                                                                   |                                                                   |                                                           |                                       |                                       |                                                   |                                                   |                                    |                                  |                                   |                                         |                                                    |                                                        |                                                               | Bronzino, I consignore di Castel Bregnano †1290 ?             |                                                           |                                                                   |                                                                   |                                                            |                                                                     |                                                                     |                                                                   |                                                                 |                                                                 |                                    |                                    |                 |
|                                                          |                                                          |                                                                                       |                                                                                       |                                     |                                     |                                                                                    |                                                                                    |                                                                  |                                                                                                |                                                                                                |                                                 |                               |                               |                                         |                                         |                                                            |                                                            |                                               |                                                          |                                                          |                                 |                                     |                                     |                                                                                    |                                                                                    |                                                                                     |                                                                                     |                                     |                                                               |                                                                   |                                                                   |                                                           |                                       |                                       |                                                   |                                                   |                                    |                                  |                                   |                                         |                                                    |                                                        |                                                               |                                                               |                                                           |                                                                   |                                                                   |                                                            |                                                                     |                                                                     |                                                                   |                                                                 |                                                                 |                                    |                                    |                 |
|                                                          |                                                          |                                                                                       |                                                                                       |                                     |                                     |                                                                                    |                                                                                    |                                                                  |                                                                                                |                                                                                                |                                                 |                               |                               |                                         |                                         |                                                            |                                                            |                                               |                                                          |                                                          |                                 |                                     |                                     |                                                                                    |                                                                                    |                                                                                     |                                                                                     |                                     |                                                               |                                                                   |                                                                   |                                                           |                                       |                                       |                                                   |                                                   |                                    |                                  |                                   |                                         |                                                    |                                                        |                                                               |                                                               |                                                           |                                                                   |                                                                   |                                                            |                                                                     |                                                                     |                                                                   |                                                                 |                                                                 |                                    |                                    |                 |
|                                                          |                                                          |                                                                                       |                                                                                       |                                     |                                     |                                                                                    |                                                                                    |                                                                  |                                                                                                |                                                                                                |                                                 |                               |                               |                                         |                                         |                                                            |                                                            |                                               |                                                          |                                                          |                                 |                                     |                                     |                                                                                    |                                                                                    |                                                                                     |                                                                                     |                                     |                                                               |                                                                   |                                                                   |                                                           |                                       |                                       | Corrado, II consignore di Castel Bregnano †1371 ? | Corrado, II consignore di Castel Bregnano †1371 ? |                                    |                                  |                                   |                                         | Ardizotto †1340 ? CARCANO DI CANTU'                | Ardizotto †1340 ? CARCANO DI CANTU'                    |                                                               |                                                               |                                                           |                                                                   |                                                                   |                                                            |                                                                     |                                                                     |                                                                   |                                                                 | Francescolo †1413 ?                                             | Francescolo †1413 ?                |                                    |                 |
|                                                          |                                                          |                                                                                       |                                                                                       |                                     |                                     |                                                                                    |                                                                                    |                                                                  |                                                                                                |                                                                                                |                                                 |                               |                               |                                         |                                         |                                                            |                                                            |                                               |                                                          |                                                          |                                 |                                     |                                     |                                                                                    |                                                                                    |                                                                                     |                                                                                     |                                     |                                                               |                                                                   |                                                                   |                                                           |                                       |                                       |                                                   |                                                   |                                    |                                  |                                   |                                         |                                                    |                                                        |                                                               |                                                               |                                                           |                                                                   |                                                                   |                                                            |                                                                     |                                                                     |                                                                   |                                                                 |                                                                 |                                    |                                    |                 |
|                                                          |                                                          |                                                                                       |                                                                                       |                                     |                                     |                                                                                    |                                                                                    |                                                                  |                                                                                                |                                                                                                |                                                 |                               |                               |                                         |                                         |                                                            |                                                            |                                               |                                                          |                                                          |                                 |                                     |                                     |                                                                                    |                                                                                    |                                                                                     |                                                                                     |                                     |                                                               |                                                                   |                                                                   |                                                           |                                       |                                       |                                                   |                                                   |                                    |                                  |                                   |                                         |                                                    |                                                        |                                                               |                                                               |                                                           |                                                                   |                                                                   |                                                            |                                                                     |                                                                     |                                                                   |                                                                 |                                                                 |                                    |                                    |                 |
|                                                          |                                                          |                                                                                       |                                                                                       |                                     |                                     |                                                                                    |                                                                                    |                                                                  |                                                                                                |                                                                                                |                                                 |                               |                               |                                         |                                         |                                                            |                                                            |                                               |                                                          |                                                          |                                 |                                     |                                     |                                                                                    |                                                                                    |                                                                                     |                                                                                     |                                     |                                                               |                                                                   |                                                                   |                                                           | Ambrogio †1371 ?                      | Ambrogio †1371 ?                      | Tommaso †1405 Bianca Pietrasanta                  | Tommaso †1405 Bianca Pietrasanta                  | Antonio †1388 ? CARCANO DI TRANI   | Antonio †1388 ? CARCANO DI TRANI |                                   |                                         | Bellotto *? †? ?                                   | Bellotto *? †? ?                                       |                                                               |                                                               |                                                           |                                                                   |                                                                   |                                                            |                                                                     |                                                                     |                                                                   |                                                                 | Alberto †1415 ?                                                 | Alberto †1415 ?                    |                                    |                 |
|                                                          |                                                          |                                                                                       |                                                                                       |                                     |                                     |                                                                                    |                                                                                    |                                                                  |                                                                                                |                                                                                                |                                                 |                               |                               |                                         |                                         |                                                            |                                                            |                                               |                                                          |                                                          |                                 |                                     |                                     |                                                                                    |                                                                                    |                                                                                     |                                                                                     |                                     |                                                               |                                                                   |                                                                   |                                                           |                                       |                                       |                                                   |                                                   |                                    |                                  |                                   |                                         |                                                    |                                                        |                                                               |                                                               |                                                           |                                                                   |                                                                   |                                                            |                                                                     |                                                                     |                                                                   |                                                                 |                                                                 |                                    |                                    |                 |
|                                                          |                                                          |                                                                                       |                                                                                       |                                     |                                     |                                                                                    |                                                                                    |                                                                  |                                                                                                |                                                                                                |                                                 |                               |                               |                                         |                                         |                                                            |                                                            |                                               |                                                          |                                                          |                                 |                                     |                                     |                                                                                    |                                                                                    |                                                                                     |                                                                                     |                                     |                                                               |                                                                   |                                                                   |                                                           |                                       |                                       |                                                   |                                                   |                                    |                                  |                                   |                                         |                                                    |                                                        |                                                               |                                                               |                                                           |                                                                   |                                                                   |                                                            |                                                                     |                                                                     |                                                                   |                                                                 |                                                                 |                                    |                                    |                 |
|                                                          |                                                          |                                                                                       |                                                                                       |                                     |                                     |                                                                                    |                                                                                    |                                                                  |                                                                                                |                                                                                                |                                                 |                               |                               |                                         |                                         |                                                            |                                                            |                                               |                                                          |                                                          |                                 |                                     |                                     |                                                                                    |                                                                                    |                                                                                     |                                                                                     |                                     |                                                               |                                                                   |                                                                   |                                                           |                                       | Donato †1448 Cremoncina Besozzi       | Donato †1448 Cremoncina Besozzi                   | Giovanna *? †? Giovannolo Corio                   | Giovanna *? †? Giovannolo Corio    |                                  |                                   | Bronzo, signore di Vertemate †1406 ?    | Bronzo, signore di Vertemate †1406 ?               | Barnaba †1456 1.Margherita Perego 2.Valentina de Ponti | Barnaba †1456 1.Margherita Perego 2.Valentina de Ponti        |                                                               |                                                           |                                                                   |                                                                   |                                                            |                                                                     |                                                                     |                                                                   |                                                                 | Martino †1411 ?                                                 | Martino †1411 ?                    |                                    |                 |
|                                                          |                                                          |                                                                                       |                                                                                       |                                     |                                     |                                                                                    |                                                                                    |                                                                  |                                                                                                |                                                                                                |                                                 |                               |                               |                                         |                                         |                                                            |                                                            |                                               |                                                          |                                                          |                                 |                                     |                                     |                                                                                    |                                                                                    |                                                                                     |                                                                                     |                                     |                                                               |                                                                   |                                                                   |                                                           |                                       |                                       |                                                   |                                                   |                                    |                                  |                                   |                                         |                                                    |                                                        |                                                               |                                                               |                                                           |                                                                   |                                                                   |                                                            |                                                                     |                                                                     |                                                                   |                                                                 |                                                                 |                                    |                                    |                 |
|                                                          |                                                          |                                                                                       |                                                                                       |                                     |                                     |                                                                                    |                                                                                    |                                                                  |                                                                                                |                                                                                                |                                                 |                               |                               |                                         |                                         |                                                            |                                                            |                                               |                                                          |                                                          |                                 |                                     |                                     |                                                                                    |                                                                                    |                                                                                     |                                                                                     |                                     |                                                               |                                                                   |                                                                   |                                                           |                                       |                                       |                                                   |                                                   |                                    |                                  |                                   |                                         |                                                    |                                                        |                                                               |                                                               |                                                           |                                                                   |                                                                   |                                                            |                                                                     |                                                                     |                                                                   |                                                                 |                                                                 |                                    |                                    |                 |
|                                                          |                                                          |                                                                                       |                                                                                       |                                     |                                     |                                                                                    |                                                                                    |                                                                  |                                                                                                |                                                                                                |                                                 |                               |                               |                                         |                                         |                                                            |                                                            |                                               |                                                          |                                                          |                                 |                                     |                                     |                                                                                    |                                                                                    |                                                                                     |                                                                                     |                                     |                                                               |                                                                   | Antonio †1475 Elisabetta del Majno                                | Antonio †1475 Elisabetta del Majno                        |                                       | Michele *1427 †1484 frate francescano | Michele *1427 †1484 frate francescano             |                                                   | Marco *? †1501 ?                   | Marco *? †1501 ?                 | Francesco *? †? ?                 | Francesco *? †? ?                       |                                                    | Pietro †1447 Benigna Corio                             | Pietro †1447 Benigna Corio                                    |                                                               |                                                           |                                                                   |                                                                   |                                                            |                                                                     |                                                                     |                                                                   |                                                                 | Giacomo †1483 Oldina Alciati                                    | Giacomo †1483 Oldina Alciati       |                                    |                 |
|                                                          |                                                          |                                                                                       |                                                                                       |                                     |                                     |                                                                                    |                                                                                    |                                                                  |                                                                                                |                                                                                                |                                                 |                               |                               |                                         |                                         |                                                            |                                                            |                                               |                                                          |                                                          |                                 |                                     |                                     |                                                                                    |                                                                                    |                                                                                     |                                                                                     |                                     |                                                               |                                                                   |                                                                   |                                                           |                                       |                                       |                                                   |                                                   |                                    |                                  |                                   |                                         |                                                    |                                                        |                                                               |                                                               |                                                           |                                                                   |                                                                   |                                                            |                                                                     |                                                                     |                                                                   |                                                                 |                                                                 |                                    |                                    |                 |
|                                                          |                                                          |                                                                                       |                                                                                       |                                     |                                     |                                                                                    |                                                                                    |                                                                  |                                                                                                |                                                                                                |                                                 |                               |                               |                                         |                                         |                                                            |                                                            |                                               |                                                          |                                                          |                                 |                                     |                                     |                                                                                    |                                                                                    |                                                                                     |                                                                                     |                                     |                                                               |                                                                   |                                                                   |                                                           |                                       |                                       |                                                   |                                                   |                                    |                                  |                                   |                                         |                                                    |                                                        |                                                               |                                                               |                                                           |                                                                   |                                                                   |                                                            |                                                                     |                                                                     |                                                                   |                                                                 |                                                                 |                                    |                                    |                 |
|                                                          |                                                          |                                                                                       |                                                                                       |                                     |                                     |                                                                                    |                                                                                    |                                                                  |                                                                                                |                                                                                                |                                                 |                               |                               |                                         |                                         |                                                            |                                                            |                                               |                                                          |                                                          |                                 |                                     |                                     |                                                                                    |                                                                                    |                                                                                     |                                                                                     |                                     | Donato, patrizio milanese †1507 Beatrice Visconti di Saliceto | Donato, patrizio milanese †1507 Beatrice Visconti di Saliceto     | Girolamo, patrizio milanese †1542 Luchina Secco d'Aragona         | Girolamo, patrizio milanese †1542 Luchina Secco d'Aragona | Ambrogio *? †? ?                      | Ambrogio *? †? ?                      |                                                   |                                                   | Girolamo Giuseppe †1548 ?          | Girolamo Giuseppe †1548 ?        | Margherita *? †? Francesco Stampa | Margherita *? †? Francesco Stampa       | Bronzo †1450 Maddalena Bossi                       | Bronzo †1450 Maddalena Bossi                           |                                                               | Cristoforo †1489 Giacomina Carcano                            | Cristoforo †1489 Giacomina Carcano                        |                                                                   |                                                                   |                                                            |                                                                     |                                                                     |                                                                   |                                                                 | Francesco †1514 Apollonia Brumana                               | Francesco †1514 Apollonia Brumana  |                                    |                 |
|                                                          |                                                          |                                                                                       |                                                                                       |                                     |                                     |                                                                                    |                                                                                    |                                                                  |                                                                                                |                                                                                                |                                                 |                               |                               |                                         |                                         |                                                            |                                                            |                                               |                                                          |                                                          |                                 |                                     |                                     |                                                                                    |                                                                                    |                                                                                     |                                                                                     |                                     |                                                               |                                                                   |                                                                   |                                                           |                                       |                                       |                                                   |                                                   |                                    |                                  |                                   |                                         |                                                    |                                                        |                                                               |                                                               |                                                           |                                                                   |                                                                   |                                                            |                                                                     |                                                                     |                                                                   |                                                                 |                                                                 |                                    |                                    |                 |
|                                                          |                                                          |                                                                                       |                                                                                       |                                     |                                     |                                                                                    |                                                                                    |                                                                  |                                                                                                |                                                                                                |                                                 |                               |                               |                                         |                                         |                                                            |                                                            |                                               |                                                          |                                                          |                                 |                                     |                                     |                                                                                    |                                                                                    |                                                                                     |                                                                                     |                                     |                                                               |                                                                   |                                                                   |                                                           |                                       |                                       |                                                   |                                                   |                                    |                                  |                                   |                                         |                                                    |                                                        |                                                               |                                                               |                                                           |                                                                   |                                                                   |                                                            |                                                                     |                                                                     |                                                                   |                                                                 |                                                                 |                                    |                                    |                 |
|                                                          |                                                          |                                                                                       |                                                                                       |                                     |                                     |                                                                                    |                                                                                    |                                                                  |                                                                                                |                                                                                                |                                                 |                               |                               |                                         |                                         |                                                            |                                                            |                                               |                                                          |                                                          |                                 |                                     |                                     | CARCANO DI LOMAZZO Giulio Cesare, I signore di Lomazzo †1565 Francesca da Corte *? | CARCANO DI LOMAZZO Giulio Cesare, I signore di Lomazzo †1565 Francesca da Corte *? | Giacomo Antonio †1544                                                               | Giacomo Antonio †1544                                                               | Elisabetta *? †? Gian Pietro Moneta | Elisabetta *? †? Gian Pietro Moneta                           | Bianca *? †? 1.Francesco Maria Casati 2.Giovanni Gaspare Arconati | Bianca *? †? 1.Francesco Maria Casati 2.Giovanni Gaspare Arconati | Elena †1544 Giovanni Gaspare Arconati                     | Elena †1544 Giovanni Gaspare Arconati | Eleonora *? †? Giovanni Giacomo Porro | Eleonora *? †? Giovanni Giacomo Porro             | Marco *? †? Paola Castelsampietro                 | Marco *? †? Paola Castelsampietro  | Giuseppe †1581 Laura Moneta      | Giuseppe †1581 Laura Moneta       | Giovanni Antonio †1511 Violante Carcano | Giovanni Antonio †1511 Violante Carcano            | Bianca *? †? Giovanni Francesco Sola                   | Bianca *? †? Giovanni Francesco Sola                          | Marco Antonio †1525 Giacomina Porro                           | Marco Antonio †1525 Giacomina Porro                       |                                                                   |                                                                   |                                                            |                                                                     |                                                                     |                                                                   |                                                                 | Luigi †1552 Stefania Longhi                                     | Luigi †1552 Stefania Longhi        |                                    |                 |
|                                                          |                                                          |                                                                                       |                                                                                       |                                     |                                     |                                                                                    |                                                                                    |                                                                  |                                                                                                |                                                                                                |                                                 |                               |                               |                                         |                                         |                                                            |                                                            |                                               |                                                          |                                                          |                                 |                                     |                                     |                                                                                    |                                                                                    |                                                                                     |                                                                                     |                                     |                                                               |                                                                   |                                                                   |                                                           |                                       |                                       |                                                   |                                                   |                                    |                                  |                                   |                                         |                                                    |                                                        |                                                               |                                                               |                                                           |                                                                   |                                                                   |                                                            |                                                                     |                                                                     |                                                                   |                                                                 |                                                                 |                                    |                                    |                 |
|                                                          |                                                          |                                                                                       |                                                                                       |                                     |                                     |                                                                                    |                                                                                    |                                                                  |                                                                                                |                                                                                                |                                                 |                               |                               |                                         |                                         |                                                            |                                                            |                                               |                                                          |                                                          |                                 |                                     |                                     |                                                                                    |                                                                                    |                                                                                     |                                                                                     |                                     |                                                               |                                                                   |                                                                   |                                                           |                                       |                                       |                                                   |                                                   |                                    |                                  |                                   |                                         |                                                    |                                                        |                                                               |                                                               |                                                           |                                                                   |                                                                   |                                                            |                                                                     |                                                                     |                                                                   |                                                                 |                                                                 |                                    |                                    |                 |
|                                                          |                                                          |                                                                                       |                                                                                       |                                     |                                     |                                                                                    |                                                                                    |                                                                  | CARCANO DI NICORVO Giovanni Battista, I signore di Nicorvo †1610 Chiara Deidamia Colli Settala | CARCANO DI NICORVO Giovanni Battista, I signore di Nicorvo †1610 Chiara Deidamia Colli Settala |                                                 |                               |                               |                                         |                                         |                                                            | Alessandro †1615 Barbara Gallarina                         | Alessandro †1615 Barbara Gallarina            |                                                          |                                                          |                                 | Donato *1542 †1577 *Clementa Boccia | Donato *1542 †1577 *Clementa Boccia |                                                                                    |                                                                                    | Ferrante *1552 †? Camilla Pozzi                                                     | Ferrante *1552 †? Camilla Pozzi                                                     | Livia *? †?                         | Livia *? †?                                                   | Francesca *? †? Agostino Cesare Cipelli                           | Francesca *? †? Agostino Cesare Cipelli                           | Angiola *? †? Gian Giacomo Barzi                          | Angiola *? †? Gian Giacomo Barzi      | Beatrice *? †? Luigi Rabbia           | Beatrice *? †? Luigi Rabbia                       | Barbara *? †? Paolo Maria Rajnoldi                | Barbara *? †? Paolo Maria Rajnoldi | *Giuseppe *? †?                  | *Giuseppe *? †?                   | *Alfonso *? †?                          | *Alfonso *? †?                                     | Pietro †1555 Elisabetta Pellizzari                     | Pietro †1555 Elisabetta Pellizzari                            |                                                               | Cristoforo †1570 Camilla Porro                            | Cristoforo †1570 Camilla Porro                                    | Francesco *1485 †1570 Caterina della Porta                        | Francesco *1485 †1570 Caterina della Porta                 |                                                                     |                                                                     |                                                                   | Francesco *1514 †1549 1.Maddalena Greco 2.Girolama Maria Casati | Francesco *1514 †1549 1.Maddalena Greco 2.Girolama Maria Casati | Girolamo †1573 Bianca Lucia Casati | Girolamo †1573 Bianca Lucia Casati |                 |
|                                                          |                                                          |                                                                                       |                                                                                       |                                     |                                     |                                                                                    |                                                                                    |                                                                  |                                                                                                |                                                                                                |                                                 |                               |                               |                                         |                                         |                                                            |                                                            |                                               |                                                          |                                                          |                                 |                                     |                                     |                                                                                    |                                                                                    |                                                                                     |                                                                                     |                                     |                                                               |                                                                   |                                                                   |                                                           |                                       |                                       |                                                   |                                                   |                                    |                                  |                                   |                                         |                                                    |                                                        |                                                               |                                                               |                                                           |                                                                   |                                                                   |                                                            |                                                                     |                                                                     |                                                                   |                                                                 |                                                                 |                                    |                                    |                 |
|                                                          |                                                          |                                                                                       |                                                                                       |                                     |                                     |                                                                                    |                                                                                    |                                                                  |                                                                                                |                                                                                                |                                                 |                               |                               |                                         |                                         |                                                            |                                                            |                                               |                                                          |                                                          |                                 |                                     |                                     |                                                                                    |                                                                                    |                                                                                     |                                                                                     |                                     |                                                               |                                                                   |                                                                   |                                                           |                                       |                                       |                                                   |                                                   |                                    |                                  |                                   |                                         |                                                    |                                                        |                                                               |                                                               |                                                           |                                                                   |                                                                   |                                                            |                                                                     |                                                                     |                                                                   |                                                                 |                                                                 |                                    |                                    |                 |
|                                                          |                                                          |                                                                                       |                                                                                       |                                     |                                     |                                                                                    |                                                                                    | Giovanni, II signore di Nicorvo *1579 †? Silvia da Rho           | Giovanni, II signore di Nicorvo *1579 †? Silvia da Rho                                         | Felicina *? †?                                                                                 | Felicina *? †?                                  |                               |                               | Cesare †1643 senza eredi                | Cesare †1643 senza eredi                | Donato *? †? sacerdote                                     | Donato *? †? sacerdote                                     | Lorenzo Maria *1610 †1637 Ersilia Parravicini | Lorenzo Maria *1610 †1637 Ersilia Parravicini            | Ambrogio *? †? Angela Galliani                           | Ambrogio *? †? Angela Galliani  | Carcano †1580 senza eredi           | Carcano †1580 senza eredi           | Giambattista *? †?                                                                 | Giambattista *? †?                                                                 | Giulio Cesare †1630 Maddalena de' Greci                                             | Giulio Cesare †1630 Maddalena de' Greci                                             | Girolamo *? †?                      | Girolamo *? †?                                                |                                                                   |                                                                   |                                                           |                                       |                                       |                                                   |                                                   |                                    |                                  |                                   |                                         |                                                    | Giulio †1594 Elisabetta Porro                          | Giulio †1594 Elisabetta Porro                                 |                                                               | Marco †1613 Eleonora Turconi                              | Marco †1613 Eleonora Turconi                                      |                                                                   |                                                            |                                                                     |                                                                     |                                                                   | 2.Camillo †1597 Chiara Carcano                                  | 2.Camillo †1597 Chiara Carcano                                  |                                    |                                    |                 |
|                                                          |                                                          |                                                                                       |                                                                                       |                                     |                                     |                                                                                    |                                                                                    |                                                                  |                                                                                                |                                                                                                |                                                 |                               |                               |                                         |                                         |                                                            |                                                            |                                               |                                                          |                                                          |                                 |                                     |                                     |                                                                                    |                                                                                    |                                                                                     |                                                                                     |                                     |                                                               |                                                                   |                                                                   |                                                           |                                       |                                       |                                                   |                                                   |                                    |                                  |                                   |                                         |                                                    |                                                        |                                                               |                                                               |                                                           |                                                                   |                                                                   |                                                            |                                                                     |                                                                     |                                                                   |                                                                 |                                                                 |                                    |                                    |                 |
|                                                          |                                                          |                                                                                       |                                                                                       |                                     |                                     |                                                                                    |                                                                                    |                                                                  |                                                                                                |                                                                                                |                                                 |                               |                               |                                         |                                         |                                                            |                                                            |                                               |                                                          |                                                          |                                 |                                     |                                     |                                                                                    |                                                                                    |                                                                                     |                                                                                     |                                     |                                                               |                                                                   |                                                                   |                                                           |                                       |                                       |                                                   |                                                   |                                    |                                  |                                   |                                         |                                                    |                                                        |                                                               |                                                               |                                                           |                                                                   |                                                                   |                                                            |                                                                     |                                                                     |                                                                   |                                                                 |                                                                 |                                    |                                    |                 |
|                                                          |                                                          |                                                                                       |                                                                                       |                                     |                                     | Barbara *? †? Ippolito Sommariva                                                   | Barbara *? †? Ippolito Sommariva                                                   | Marco Francesco, III signore di Nicorvo †1647 Barbara Filiodione | Marco Francesco, III signore di Nicorvo †1647 Barbara Filiodione                               | Giovanni Battista *? †?                                                                        | Giovanni Battista *? †?                         | Donato *? †giovane            | Donato *? †giovane            | Bentivoglio *? †giovane                 | Bentivoglio *? †giovane                 | Bernardo †1711                                             | Bernardo †1711                                             | Alessandro †1701 Angela Maria Fantoni         | Alessandro †1701 Angela Maria Fantoni                    | Michelangelo *? †giovane                                 | Michelangelo *? †giovane        | Onorata *? †? Giovanni Fornara      | Onorata *? †? Giovanni Fornara      | Regina *? †? Giuseppe Rossi                                                        | Regina *? †? Giuseppe Rossi                                                        | Camilla †1630 1.Giuseppe Carpani 2.Giovanni Angelo Trivulzio, II conte di Pontenure | Camilla †1630 1.Giuseppe Carpani 2.Giovanni Angelo Trivulzio, II conte di Pontenure |                                     |                                                               |                                                                   |                                                                   |                                                           |                                       |                                       |                                                   |                                                   |                                    |                                  |                                   |                                         | Giovanni Pietro il Ricco *1559 †1624 Anna Crivelli | Giovanni Pietro il Ricco *1559 †1624 Anna Crivelli     | Cecilia *? †? Giovanni Battista Carcano                       | Cecilia *? †? Giovanni Battista Carcano                       | Cristoforo, signore di Vertemate *1575 †1639 Daria Moneta | Cristoforo, signore di Vertemate *1575 †1639 Daria Moneta         |                                                                   |                                                            |                                                                     |                                                                     |                                                                   | Alessandro †1635 Beatrice de Heredia                            | Alessandro †1635 Beatrice de Heredia                            |                                    |                                    |                 |
|                                                          |                                                          |                                                                                       |                                                                                       |                                     |                                     |                                                                                    |                                                                                    |                                                                  |                                                                                                |                                                                                                |                                                 |                               |                               |                                         |                                         |                                                            |                                                            |                                               |                                                          |                                                          |                                 |                                     |                                     |                                                                                    |                                                                                    |                                                                                     |                                                                                     |                                     |                                                               |                                                                   |                                                                   |                                                           |                                       |                                       |                                                   |                                                   |                                    |                                  |                                   |                                         |                                                    |                                                        |                                                               |                                                               |                                                           |                                                                   |                                                                   |                                                            |                                                                     |                                                                     |                                                                   |                                                                 |                                                                 |                                    |                                    |                 |
|                                                          |                                                          |                                                                                       |                                                                                       |                                     |                                     |                                                                                    |                                                                                    |                                                                  |                                                                                                |                                                                                                |                                                 |                               |                               |                                         |                                         |                                                            |                                                            |                                               |                                                          |                                                          |                                 |                                     |                                     |                                                                                    |                                                                                    |                                                                                     |                                                                                     |                                     |                                                               |                                                                   |                                                                   |                                                           |                                       |                                       |                                                   |                                                   |                                    |                                  |                                   |                                         |                                                    |                                                        |                                                               |                                                               |                                                           |                                                                   |                                                                   |                                                            |                                                                     |                                                                     |                                                                   |                                                                 |                                                                 |                                    |                                    |                 |
|                                                          |                                                          |                                                                                       |                                                                                       |                                     |                                     |                                                                                    |                                                                                    | Giulio Cesare, IV signore di Nicorvo †1704 Marina Canavesi       | Giulio Cesare, IV signore di Nicorvo †1704 Marina Canavesi                                     |                                                                                                |                                                 |                               |                               |                                         |                                         |                                                            | Ersilia *? †? Polidoro Calchi                              | Ersilia *? †? Polidoro Calchi                 | Paolo Camillo *1676 †1741 Teodolinda Beretta senza eredi | Paolo Camillo *1676 †1741 Teodolinda Beretta senza eredi |                                 |                                     |                                     |                                                                                    |                                                                                    |                                                                                     |                                                                                     |                                     |                                                               |                                                                   |                                                                   |                                                           |                                       |                                       |                                                   |                                                   |                                    |                                  |                                   |                                         | Marco *1619 †1624 senza eredi                      | Marco *1619 †1624 senza eredi                          | Anna Maria *1618 †1697 Benedetto Arese, I conte di Barlassina | Anna Maria *1618 †1697 Benedetto Arese, I conte di Barlassina | Bonaventura, I conte di Vertemate †1694 Virginia Crivelli | Bonaventura, I conte di Vertemate †1694 Virginia Crivelli         | Cesare †1704                                                      | Cesare †1704                                               | Luigi †1670 abate                                                   | Luigi †1670 abate                                                   | Carlo †1690 Paola Giussani                                        | Carlo †1690 Paola Giussani                                      | Chiara *? †? Marco Tolomeo Carcano                              | Chiara *? †? Marco Tolomeo Carcano | Francesco *? †?                    | Francesco *? †? |
|                                                          |                                                          |                                                                                       |                                                                                       |                                     |                                     |                                                                                    |                                                                                    |                                                                  |                                                                                                |                                                                                                |                                                 |                               |                               |                                         |                                         |                                                            |                                                            |                                               |                                                          |                                                          |                                 |                                     |                                     |                                                                                    |                                                                                    |                                                                                     |                                                                                     |                                     |                                                               |                                                                   |                                                                   |                                                           |                                       |                                       |                                                   |                                                   |                                    |                                  |                                   |                                         |                                                    |                                                        |                                                               |                                                               |                                                           |                                                                   |                                                                   |                                                            |                                                                     |                                                                     |                                                                   |                                                                 |                                                                 |                                    |                                    |                 |
|                                                          |                                                          |                                                                                       |                                                                                       |                                     |                                     |                                                                                    |                                                                                    |                                                                  |                                                                                                |                                                                                                |                                                 |                               |                               |                                         |                                         |                                                            |                                                            |                                               |                                                          |                                                          |                                 |                                     |                                     |                                                                                    |                                                                                    |                                                                                     |                                                                                     |                                     |                                                               |                                                                   |                                                                   |                                                           |                                       |                                       |                                                   |                                                   |                                    |                                  |                                   |                                         |                                                    |                                                        |                                                               |                                                               |                                                           |                                                                   |                                                                   |                                                            |                                                                     |                                                                     |                                                                   |                                                                 |                                                                 |                                    |                                    |                 |
|                                                          |                                                          |                                                                                       |                                                                                       |                                     |                                     |                                                                                    |                                                                                    | Marco Francesco, V signore di Nicorvo †1738 Maria Anna Larghi    | Marco Francesco, V signore di Nicorvo †1738 Maria Anna Larghi                                  |                                                                                                |                                                 |                               |                               |                                         |                                         |                                                            |                                                            |                                               |                                                          |                                                          |                                 |                                     |                                     |                                                                                    |                                                                                    |                                                                                     |                                                                                     |                                     |                                                               |                                                                   |                                                                   |                                                           |                                       |                                       |                                                   |                                                   |                                    |                                  |                                   |                                         |                                                    |                                                        |                                                               |                                                               |                                                           |                                                                   |                                                                   |                                                            |                                                                     |                                                                     | Luigi, I marchese di Anzano †1727 Francesca Parravicini           | Luigi, I marchese di Anzano †1727 Francesca Parravicini         |                                                                 |                                    |                                    |                 |
|                                                          |                                                          |                                                                                       |                                                                                       |                                     |                                     |                                                                                    |                                                                                    |                                                                  |                                                                                                |                                                                                                |                                                 |                               |                               |                                         |                                         |                                                            |                                                            |                                               |                                                          |                                                          |                                 |                                     |                                     |                                                                                    |                                                                                    |                                                                                     |                                                                                     |                                     |                                                               |                                                                   |                                                                   |                                                           |                                       |                                       |                                                   |                                                   |                                    |                                  |                                   |                                         |                                                    |                                                        |                                                               |                                                               |                                                           |                                                                   |                                                                   |                                                            |                                                                     |                                                                     |                                                                   |                                                                 |                                                                 |                                    |                                    |                 |
|                                                          |                                                          |                                                                                       |                                                                                       |                                     |                                     |                                                                                    |                                                                                    |                                                                  |                                                                                                |                                                                                                |                                                 |                               |                               |                                         |                                         |                                                            |                                                            |                                               |                                                          |                                                          |                                 |                                     |                                     |                                                                                    |                                                                                    |                                                                                     |                                                                                     |                                     |                                                               |                                                                   |                                                                   |                                                           |                                       |                                       |                                                   |                                                   |                                    |                                  |                                   |                                         |                                                    |                                                        |                                                               |                                                               |                                                           |                                                                   |                                                                   |                                                            |                                                                     |                                                                     |                                                                   |                                                                 |                                                                 |                                    |                                    |                 |
|                                                          |                                                          |                                                                                       |                                                                                       |                                     |                                     |                                                                                    |                                                                                    | Michele, VI signore di Nicorvo *1719 †1798 Innocente Mazzetti    | Michele, VI signore di Nicorvo *1719 †1798 Innocente Mazzetti                                  |                                                                                                |                                                 |                               |                               |                                         |                                         |                                                            |                                                            |                                               |                                                          |                                                          |                                 |                                     |                                     |                                                                                    |                                                                                    |                                                                                     |                                                                                     |                                     |                                                               |                                                                   |                                                                   |                                                           |                                       |                                       |                                                   |                                                   |                                    |                                  |                                   |                                         |                                                    |                                                        |                                                               |                                                               |                                                           |                                                                   |                                                                   |                                                            |                                                                     | Carlo Camillo, II marchese di Anzano *1704 †1787 Cristina Sormani   | Carlo Camillo, II marchese di Anzano *1704 †1787 Cristina Sormani | Paola *1710 †? Domenico Arrigoni, marchese                      | Paola *1710 †? Domenico Arrigoni, marchese                      |                                    |                                    |                 |
|                                                          |                                                          |                                                                                       |                                                                                       |                                     |                                     |                                                                                    |                                                                                    |                                                                  |                                                                                                |                                                                                                |                                                 |                               |                               |                                         |                                         |                                                            |                                                            |                                               |                                                          |                                                          |                                 |                                     |                                     |                                                                                    |                                                                                    |                                                                                     |                                                                                     |                                     |                                                               |                                                                   |                                                                   |                                                           |                                       |                                       |                                                   |                                                   |                                    |                                  |                                   |                                         |                                                    |                                                        |                                                               |                                                               |                                                           |                                                                   |                                                                   |                                                            |                                                                     |                                                                     |                                                                   |                                                                 |                                                                 |                                    |                                    |                 |
|                                                          |                                                          |                                                                                       |                                                                                       |                                     |                                     |                                                                                    |                                                                                    |                                                                  |                                                                                                |                                                                                                |                                                 |                               |                               |                                         |                                         |                                                            |                                                            |                                               |                                                          |                                                          |                                 |                                     |                                     |                                                                                    |                                                                                    |                                                                                     |                                                                                     |                                     |                                                               |                                                                   |                                                                   |                                                           |                                       |                                       |                                                   |                                                   |                                    |                                  |                                   |                                         |                                                    |                                                        |                                                               |                                                               |                                                           |                                                                   |                                                                   |                                                            |                                                                     |                                                                     |                                                                   |                                                                 |                                                                 |                                    |                                    |                 |
|                                                          |                                                          | Carlo, I conte di Nicorvo *1752 †1841 Angela della Torre di Rezzonico                 | Carlo, I conte di Nicorvo *1752 †1841 Angela della Torre di Rezzonico                 |                                     |                                     |                                                                                    |                                                                                    |                                                                  |                                                                                                |                                                                                                |                                                 |                               |                               | Luigi Ottaviano *1762 †1851 Paola Corti | Luigi Ottaviano *1762 †1851 Paola Corti |                                                            |                                                            |                                               |                                                          |                                                          |                                 |                                     |                                     |                                                                                    |                                                                                    |                                                                                     |                                                                                     |                                     |                                                               |                                                                   |                                                                   |                                                           |                                       |                                       |                                                   |                                                   |                                    |                                  |                                   |                                         |                                                    |                                                        |                                                               |                                                               |                                                           |                                                                   |                                                                   |                                                            | Alessandro, III marchese di Anzano *1763 †1802 Beatrice Ala Ponzoni | Alessandro, III marchese di Anzano *1763 †1802 Beatrice Ala Ponzoni | Francesca †1807 Auricleto Vimercati                               | Francesca †1807 Auricleto Vimercati                             |                                                                 |                                    |                                    |                 |
|                                                          |                                                          |                                                                                       |                                                                                       |                                     |                                     |                                                                                    |                                                                                    |                                                                  |                                                                                                |                                                                                                |                                                 |                               |                               |                                         |                                         |                                                            |                                                            |                                               |                                                          |                                                          |                                 |                                     |                                     |                                                                                    |                                                                                    |                                                                                     |                                                                                     |                                     |                                                               |                                                                   |                                                                   |                                                           |                                       |                                       |                                                   |                                                   |                                    |                                  |                                   |                                         |                                                    |                                                        |                                                               |                                                               |                                                           |                                                                   |                                                                   |                                                            |                                                                     |                                                                     |                                                                   |                                                                 |                                                                 |                                    |                                    |                 |
|                                                          |                                                          |                                                                                       |                                                                                       |                                     |                                     |                                                                                    |                                                                                    |                                                                  |                                                                                                |                                                                                                |                                                 |                               |                               |                                         |                                         |                                                            |                                                            |                                               |                                                          |                                                          |                                 |                                     |                                     |                                                                                    |                                                                                    |                                                                                     |                                                                                     |                                     |                                                               |                                                                   |                                                                   |                                                           |                                       |                                       |                                                   |                                                   |                                    |                                  |                                   |                                         |                                                    |                                                        |                                                               |                                                               |                                                           |                                                                   |                                                                   |                                                            |                                                                     |                                                                     |                                                                   |                                                                 |                                                                 |                                    |                                    |                 |
| Marco Luigi, II conte di Nicorvo *1797 †1860 senza eredi | Marco Luigi, II conte di Nicorvo *1797 †1860 senza eredi | Innocente Giuseppa *1799 †?                                                           | Innocente Giuseppa *1799 †?                                                           | Maria Felicita *1802 †?             | Maria Felicita *1802 †?             | Antonio, III conte di Nicorvo *1801 †? 1.Giovanni Pellegrini 2.Carolina Schieppati | Antonio, III conte di Nicorvo *1801 †? 1.Giovanni Pellegrini 2.Carolina Schieppati | Angela *1802 †? Fabio Maderna                                    | Angela *1802 †? Fabio Maderna                                                                  | Francesca Clementina *1804 †? Francesco Grianta                                                | Francesca Clementina *1804 †? Francesco Grianta | Adelaide *1805 †? Luigi Feloi | Adelaide *1805 †? Luigi Feloi | Michele *1806 †1862 sacerdote           | Michele *1806 †1862 sacerdote           | Cristoforo *1809 †1861 1.Clelia Bonacina 2.Giuditta Pavesi | Cristoforo *1809 †1861 1.Clelia Bonacina 2.Giuditta Pavesi | Carlo *1812 †1836                             | Carlo *1812 †1836                                        | Giuseppe *1814 †? Luigia Piatti                          | Giuseppe *1814 †? Luigia Piatti | Innocente *1816 †? Rosa Monti       | Innocente *1816 †? Rosa Monti       |                                                                                    |                                                                                    |                                                                                     |                                                                                     |                                     |                                                               |                                                                   |                                                                   |                                                           |                                       |                                       |                                                   |                                                   |                                    |                                  |                                   |                                         |                                                    |                                                        |                                                               |                                                               |                                                           |                                                                   |                                                                   |                                                            | Carlo Camillo, IV marchese di Anzano *1783 †1854 Giuseppina Annoni  | Carlo Camillo, IV marchese di Anzano *1783 †1854 Giuseppina Annoni  |                                                                   |                                                                 |                                                                 |                                    |                                    |                 |
|                                                          |                                                          |                                                                                       |                                                                                       |                                     |                                     |                                                                                    |                                                                                    |                                                                  |                                                                                                |                                                                                                |                                                 |                               |                               |                                         |                                         |                                                            |                                                            |                                               |                                                          |                                                          |                                 |                                     |                                     |                                                                                    |                                                                                    |                                                                                     |                                                                                     |                                     |                                                               |                                                                   |                                                                   |                                                           |                                       |                                       |                                                   |                                                   |                                    |                                  |                                   |                                         |                                                    |                                                        |                                                               |                                                               |                                                           |                                                                   |                                                                   |                                                            |                                                                     |                                                                     |                                                                   |                                                                 |                                                                 |                                    |                                    |                 |
|                                                          |                                                          |                                                                                       |                                                                                       |                                     |                                     |                                                                                    |                                                                                    |                                                                  |                                                                                                |                                                                                                |                                                 |                               |                               |                                         |                                         |                                                            |                                                            |                                               |                                                          |                                                          |                                 |                                     |                                     |                                                                                    |                                                                                    |                                                                                     |                                                                                     |                                     |                                                               |                                                                   |                                                                   |                                                           |                                       |                                       |                                                   |                                                   |                                    |                                  |                                   |                                         |                                                    |                                                        |                                                               |                                                               |                                                           |                                                                   |                                                                   |                                                            |                                                                     |                                                                     |                                                                   |                                                                 |                                                                 |                                    |                                    |                 |
| 1.Carolina *1833 †1852                                   | 1.Carolina *1833 †1852                                   | 1.Luigi, IV conte di Nicorvo *1836 †? 1.Ippolita Longhi 2.Celestina Rossi senza eredi | 1.Luigi, IV conte di Nicorvo *1836 †? 1.Ippolita Longhi 2.Celestina Rossi senza eredi | 1.Giulio *1838 †1880 Angela Belloni | 1.Giulio *1838 †1880 Angela Belloni | 1.Alessandro *1839 †? Virginia Badei senza eredi                                   | 1.Alessandro *1839 †? Virginia Badei senza eredi                                   | 1.Francesco *1840 †? senza eredi                                 | 1.Francesco *1840 †? senza eredi                                                               | 1.Adele Paola *1842 †?                                                                         | 1.Adele Paola *1842 †?                          | 1.Felice Giuseppe *1846 †1877 | 1.Felice Giuseppe *1846 †1877 |                                         |                                         |                                                            |                                                            |                                               |                                                          |                                                          |                                 |                                     |                                     |                                                                                    |                                                                                    |                                                                                     |                                                                                     |                                     |                                                               |                                                                   |                                                                   |                                                           |                                       |                                       |                                                   |                                                   |                                    |                                  |                                   |                                         |                                                    |                                                        |                                                               |                                                               |                                                           | Alessandro, V marchese di Anzano *1837 †1907 Emilia Vaini Beretta | Alessandro, V marchese di Anzano *1837 †1907 Emilia Vaini Beretta | Anna *1841 †? Corrado Vimercati Sozzi, VI conte di Cornate | Anna *1841 †? Corrado Vimercati Sozzi, VI conte di Cornate          | Luigi *1843 †1913                                                   | Luigi *1843 †1913                                                 | Beatrice *? †? Giacomo Parravicini                              | Beatrice *? †? Giacomo Parravicini                              |                                    |                                    |                 |
|                                                          |                                                          |                                                                                       |                                                                                       |                                     |                                     |                                                                                    |                                                                                    |                                                                  |                                                                                                |                                                                                                |                                                 |                               |                               |                                         |                                         |                                                            |                                                            |                                               |                                                          |                                                          |                                 |                                     |                                     |                                                                                    |                                                                                    |                                                                                     |                                                                                     |                                     |                                                               |                                                                   |                                                                   |                                                           |                                       |                                       |                                                   |                                                   |                                    |                                  |                                   |                                         |                                                    |                                                        |                                                               |                                                               |                                                           |                                                                   |                                                                   |                                                            |                                                                     |                                                                     |                                                                   |                                                                 |                                                                 |                                    |                                    |                 |
|                                                          |                                                          |                                                                                       |                                                                                       |                                     |                                     |                                                                                    |                                                                                    |                                                                  |                                                                                                |                                                                                                |                                                 |                               |                               |                                         |                                         |                                                            |                                                            |                                               |                                                          |                                                          |                                 |                                     |                                     |                                                                                    |                                                                                    |                                                                                     |                                                                                     |                                     |                                                               |                                                                   |                                                                   |                                                           |                                       |                                       |                                                   |                                                   |                                    |                                  |                                   |                                         |                                                    |                                                        |                                                               |                                                               |                                                           |                                                                   |                                                                   |                                                            |                                                                     |                                                                     |                                                                   |                                                                 |                                                                 |                                    |                                    |                 |
|                                                          |                                                          |                                                                                       |                                                                                       |                                     |                                     |                                                                                    |                                                                                    |                                                                  |                                                                                                |                                                                                                |                                                 |                               |                               |                                         |                                         |                                                            |                                                            |                                               |                                                          |                                                          |                                 |                                     |                                     |                                                                                    |                                                                                    |                                                                                     |                                                                                     |                                     |                                                               |                                                                   |                                                                   |                                                           |                                       |                                       |                                                   |                                                   |                                    |                                  |                                   |                                         |                                                    |                                                        |                                                               |                                                               | Giulio Cesare, VI marchese di Anzano *1876 †1918          | Giulio Cesare, VI marchese di Anzano *1876 †1918                  | Camillo *? †?                                                     | Camillo *? †?                                              |                                                                     |                                                                     |                                                                   |                                                                 |                                                                 |                                    |                                    |                 |